# パーパド

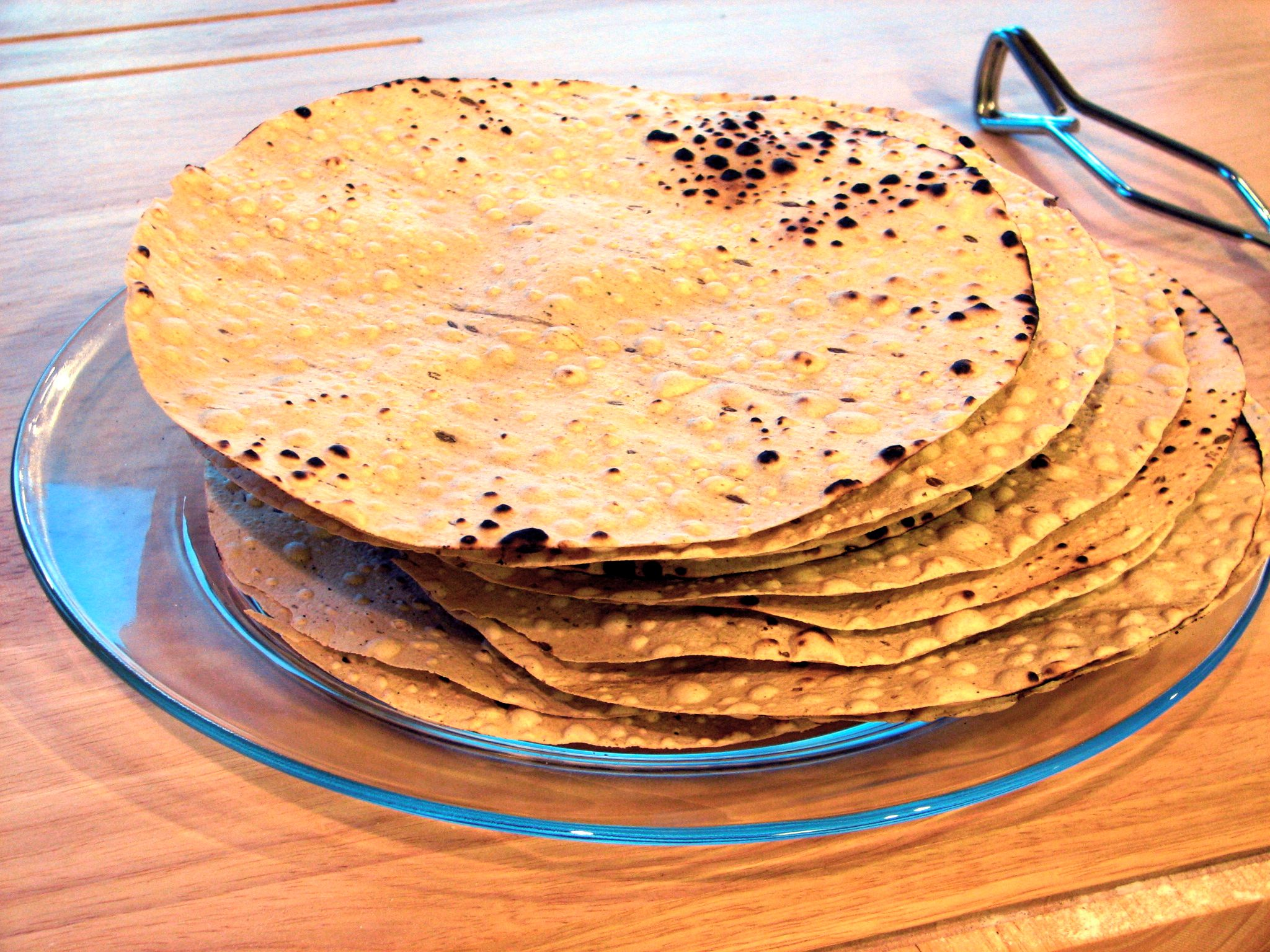
パーパド

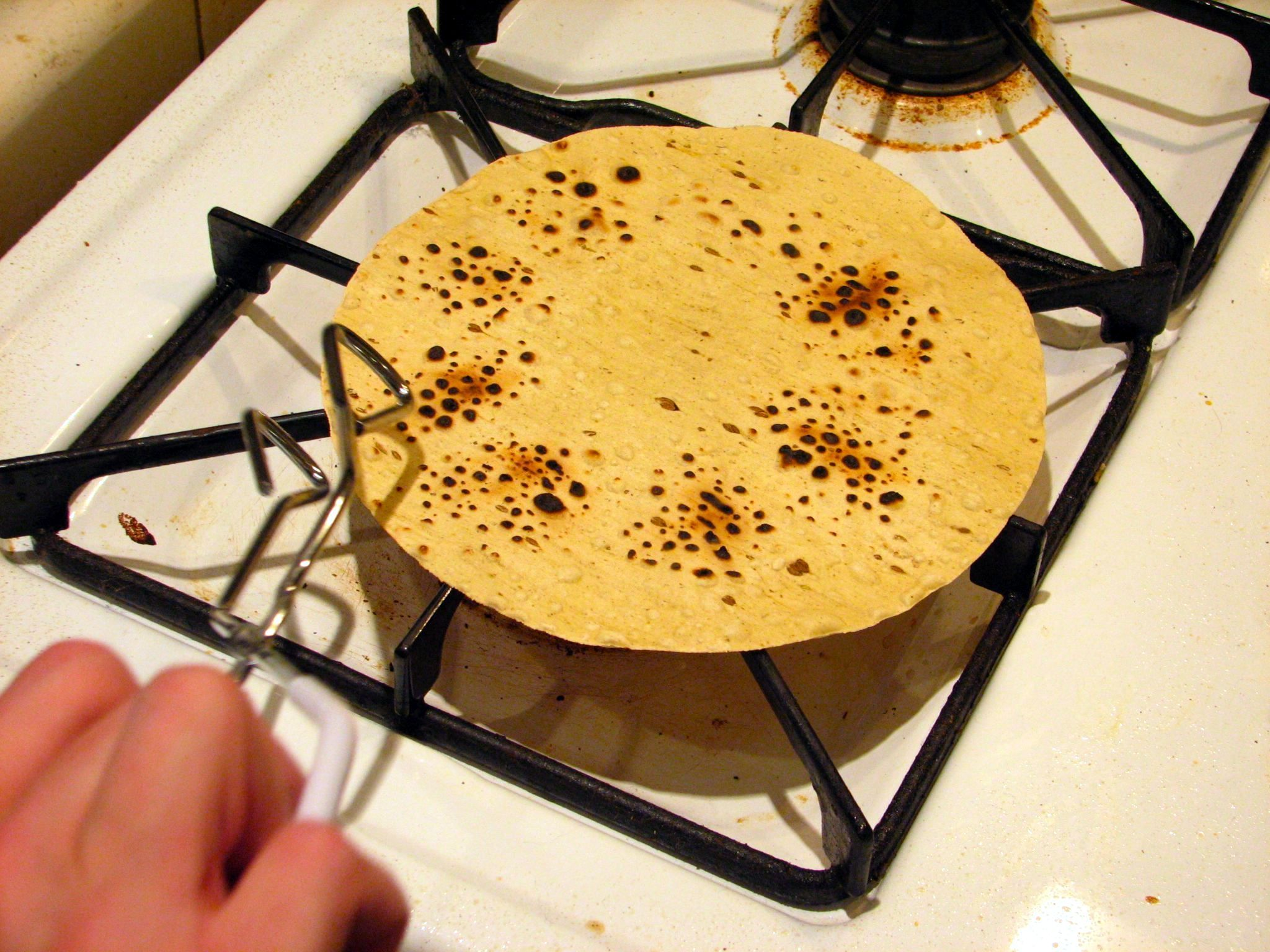
直火での調理

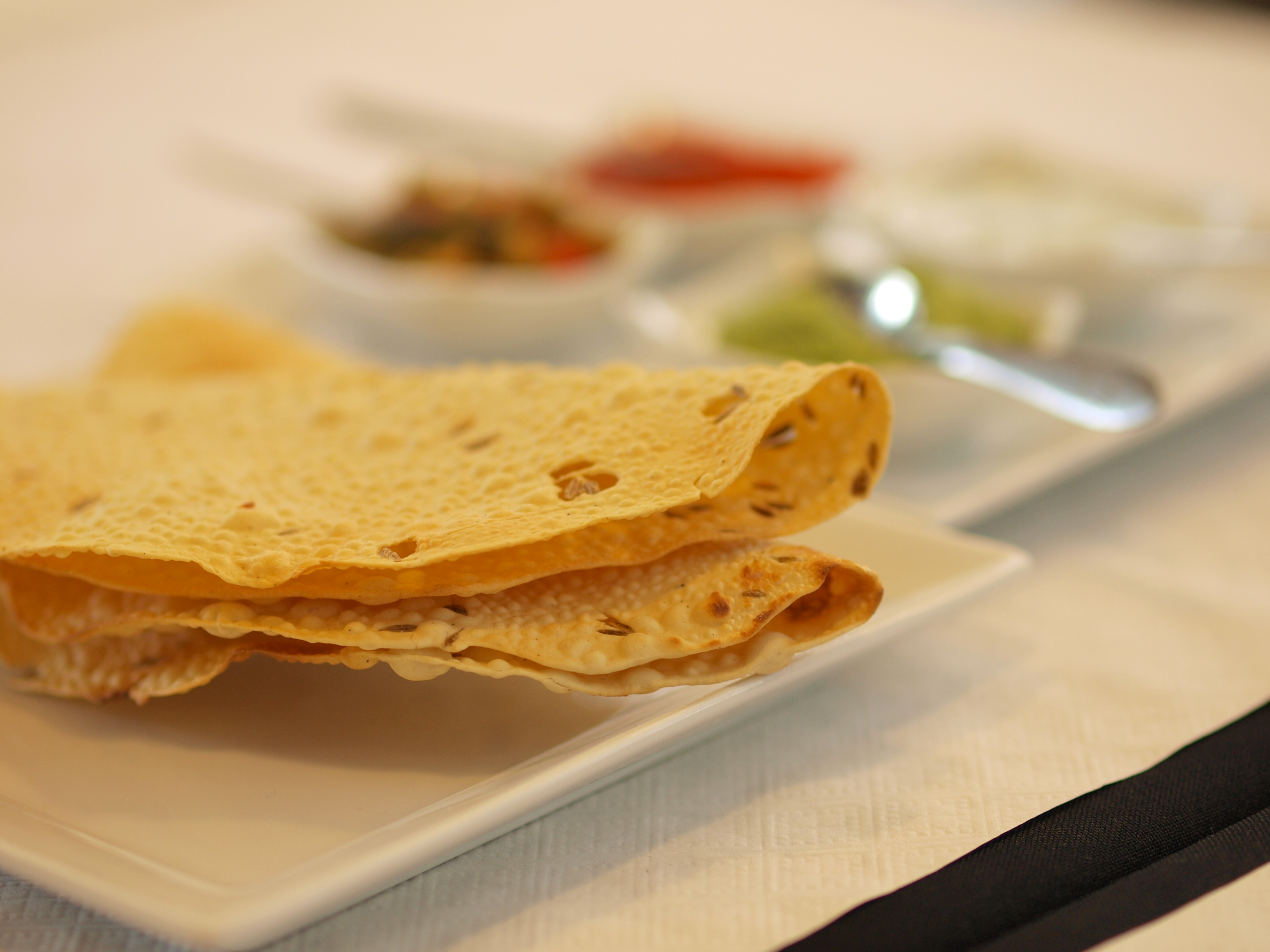
パーパドとチャツネ

パーパド（पापड pāpaḍ）（別名は表参照）は、インド、南アジアで食される極薄クラッカーの様な食べ物。作り方は地域毎、また家庭毎に異なるが、一般的にはレンズマメ、ヒヨコマメ、ケツルアズキまたは米粉から作られる。ダクシナ・カンナダ県ではパラミツとサゴヤシのデンプンからパーパドと同様のハッパラ（Happala）と呼ばれる食品が作られる。北インドではレンズマメで作ったパーパドが多く、通常'papad'と呼ばれる。
上記の粉に塩と落花生油を加えて生地を作る。唐辛子、クミン、ニンニク、黒胡椒などの調味料や重曹を加えることもある。
生地は薄いトルティーヤ状の円形にして、伝統的には天日で干す。その後好みに応じてかりっと揚げたり、直火にかけたり、トースターで焼いたり、電子レンジで温めて食べる。
南インドでは料理の付け合わせとして、北インドでは食後に食べる。海外のインド料理店では席に案内されてから注文をする間によく前菜として供される。また軽食としても食べられ、刻みタマネギ、チャツネその他のディップや調味料でトッピングされる。インドの大部分では乾燥しただけの生のパーパドを煮込み料理や野菜料理に用いる。
大きさも様々であり、小さなものはスナックチップの様に食べられ、大きなものは他の食材を包んで食べることもできる。

## 文化
パーパドの生産は主に女性による家内制手工業によるため、インドではよく女性の権利の拡大や地位向上に結び付けられている。多くの女性による個人ないし法人による企業がパーパドや漬物など軽食を生産しており、ごく小さな投資で女性達に収入を与えている。
女性だけで経営されている大手パーパド生産企業にシュリー・マヒラ・グリハ・ウデョグ・リッジャト・パーパド がある。